# Port lotniczy Mosteiros
Port lotniczy Mosteiros – port lotniczy zlokalizowany w mieście Mosteiros, na wyspie Fogo (Republika Zielonego Przylądka).